# Чжен Сяотін
Чжен Сяотін (кит.: 鄭曉廷; нар. 1954) — китайський винахідник, підприємець і палеонтолог, фахівець з динозаврів і мезозойських птахів. Ґрунтуючись на еволюційних характеристиках важливих морфологічних структур під час переходу від динозаврів до птахів, він висунув докази для подальшої підтримки теорії деревного походження польоту птахів, зробив висновок про різні етапи еволюції льотної здатності птахів і порівняв пір'я сучасних і примітивних птахів.

## Біографія
Народився у серпні 1954 року в містечку Юлі повіту Жушань провінції Шаньдун. У різні часи він був директором трикотажної фабрики, очільником міста Чжунцун директор золотого рудника Гуйлайчжуан. Наприкінці 1990-х років він був вражений масовою закупівлею китайських скам'янілостей зарубіжними країнам. Він почав скуповувати палеонтологічні скам'янілості, згодом почав викладати палеонтологію та брав участь у дослідженнях, пов'язаних з палеонтологією. Він також інвестував у будівництво музею природи Тяньюй у своєму рідному місті, а пізніше був директором і професором Інституту геології та палеонтології Університету Ліньї. Був співавтором описання нових видів прадавніх птахів: Eogranivora, Yuanchuavis тощо.

## Нагороди
- «Зразковий працівник провінції Шаньдун» (1982)
- «Національна премія за досягнення самоучки» (1995)
- Національна премія за прогрес в галузі науки і техніки (1996)
- Національна золота премія науки і техніки. Нагорода за видатний внесок (1996)
- Національна трудова медаль «1 травня»
- «Видатний член комуністичної партії провінції» (1997)
- представник Дев'ятого Всенародного збору народних представників провінції Шаньдун (1998)
- «Видатний професійний та технічний талант в провінції Шаньдун» (1999)
- «Національний зразковий працівник» (2000)
- Спеціальна урядова стипендія Державної ради